# Liste der Naturdenkmale im Landkreis Lüneburg
Die Liste der Naturdenkmale im Landkreis Lüneburg enthält die Naturdenkmale im Landkreis Lüneburg in Niedersachsen.

## Naturdenkmale
Am 31. Dezember 2016 gab es nach der Statistik des Niedersächsischen Landesbetriebs für Wasserwirtschaft, Küsten- und Naturschutz im Landkreis Lüneburg insgesamt 33 Naturdenkmale außerhalb der Zone C (besonders geschützter Bereich) des Biosphärenreservats Niedersächsische Elbtalaue.
| Bild                          | Bezeichnung                                         | Ort, Lage                                                                        | Beschreibung | Schutzzweck | Nummer     |
| ----------------------------- | --------------------------------------------------- | -------------------------------------------------------------------------------- | --- | ----------- | ---------- |
| Fotos hochladen               | Eiche an der Kirche                                 | Scharnebeck Hittbergen (53° 20′ 39,3″ N, 10° 35′ 19,8″ O)                        | Die Eiche befindet sich an der Westseite der Kirche Hittbergen. |             | ND-LG 007  |
| BW                            | Eiche                                               | Ostheide Neetze, Ortsteil Neumühlen (53° 17′ 24,6″ N, 10° 34′ 49,6″ O)           | Die Eiche steht auf dem Hof der „Neumühle“ im Ortsteil Neumühlen der Gemeinde Neetze. |             | ND-LG 042  |
| Fotos hochladen               | Klostereiche im ehemaligen Forsthof neben der Mühle | Scharnebeck (53° 17′ 29,1″ N, 10° 30′ 40,4″ O)                                   | Bei der Scharnebecker Mühle. Etwa 1885 und Ende des 20. Jahrhunderts vom Blitz getroffen. Einer der beiden Hauptäste brach im Sommer 1967 ab. Der mächtige hohle Stamm wurde langsam zersetzt. Vitale Äste trugen aber noch weiterhin Laub. Am 21. April 1994 brach der Großteil des Baumes ab. Der immer noch stattliche Rest trieb in den Jahren danach immer noch aus, bis die Eiche 2015 kahl blieb, um dann schließlich Ende Dezember 2021 komplett umzustürzen. |             | ND-LG 045a |
| Fotos hochladen               | Zum sogenannten Herrenhaus gehöriger Baumbestand    | Scharnebeck (53° 17′ 32,2″ N, 10° 30′ 33,9″ O)                                   | 1 Walnussbaum, 2 Linden, 2 Kastanien |             | ND-LG 045b |
| Fotos hochladen               | Kreuzgangrest                                       | Scharnebeck Domäne 8 (53° 17′ 34,5″ N, 10° 30′ 36,8″ O)                          | |             | ND-LG 045d |
| BW                            | Wassergraben mit Eichen, Buchen, Birken und Erlen   | Bardowick (53° 17′ 40,5″ N, 10° 24′ 28,7″ O)                                     | 1,7 ha. Der Wassergraben befindet sich nordwestlich des Hofes Vrestorf. Der verwachsene, schwer durchdringliche Gehölzstreifen ist in nördliche Richtung konisch zulaufend, etwa 450 m lang. |             | ND-LG 061  |
| BW                            | Rehmel mit Eichen, Buchen, Birken und Erlen         | Bardowick (53° 17′ 42,8″ N, 10° 24′ 35″ O)                                       | 0,55 ha Wald mit Eichen und Buchen, etwa 500 nördlich des Gasthofes, 400 m lang in Ost-West-Richtung verlaufend. Der „Rehmel“ gehört zum Gutshof. |             | ND-LG 062  |
| Fotos hochladen               | Findling                                            | Gellersen Reppenstedt (53° 15′ 35,2″ N, 10° 19′ 53,9″ O)                         | Der Findling hat einen Umfang von 6 m. An der Oberseite des Steines befinden sich gleichmäßige, scheinbar eingebohrte Löcher. Der Stein liegt eingewachsen in einem Waldstück am Feldrand neben einem privaten Waldweg. |             | ND-LG 063  |
| BW                            | Findling                                            | Dahlenburg Tosterglope, Ortsteil Ventschau (53° 12′ 37,8″ N, 10° 51′ 29,9″ O)    | Der 3,5 m × 4,2 m große, 2,9 m hohe Findling soll 1935 auf einem Feld in der Nähe des heutigen Standortes geborgen worden sein. Er gilt als größter Findling in Landkreis Lüneburg. |             | ND-LG 064  |
| Fotos hochladen               | Baumbestand der Schnellenberger Allee               | Lüneburg (53° 14′ 22,4″ N, 10° 22′ 45,4″ O)                                      | Etwa 130 Linden auf ca. 700 Meter Länge des in der Gemarkung Oedeme gelegenen Teiles der Schnellerberger Allee; Sturmtief Xavier brachte Anfang Oktober 2017 sechs Linden zu Fall. |             | ND-LG 065  |
| BW                            | Buche                                               | Amelinghausen Betzendorf (53° 8′ 2,6″ N, 10° 18′ 23,3″ O)                        | Am Wegeknick südwestlich von Betzendorf |             | ND-LG 074  |
| BW                            | Eiche                                               | Bleckede Breetze (53° 15′ 49,2″ N, 10° 42′ 33,4″ O)                              | Gegenüber der Gaststätte in Breetze. Der dicke, kurze Stamm zweigt sich in 2–5 m Höhe in 9 Äste auf. |             | ND-LG 085  |
| Fotos hochladen               | Baumbestand der Schnellenberger Allee               | Lüneburg (53° 14′ 37,5″ N, 10° 23′ 6,5″ O)                                       | etwa 70 Linden auf ca. 530 Meter Länge des in der Gemarkung Lüneburg gelegenen Teiles der Schnellerberger Allee |             | ND-LG 088  |
| BW                            | Linde                                               | Amelinghausen (53° 7′ 28,7″ N, 10° 12′ 58″ O)                                    | An der Amelungstraße am Dorfrand von Amelinghausen. |             | ND-LG 092  |
| BW                            | Eiche                                               | Lüneburg Gut Olm (53° 15′ 47,2″ N, 10° 27′ 6,5″ O)                               | Am Grenzgraben Erbstorf-Lüneburg (Parkecke Olm) hinter dem Grundstück und von der Verbindungsstraße Lüneburg-Erbstorf aus gesehen 180 m in nordwestlicher Richtung. Die 2 Hauptäste wachsen in 5 m Höhe durch einen etwa 40 cm dicken Ast wieder zusammen. |             | ND-LG 110  |
| BW                            | Buche                                               | Bleckede Adendorf (53° 16′ 54,5″ N, 10° 27′ 52,6″ O)                             | Das Naturdenkmal steht in einem Garten am Rande des Grundstücks „Zum weißen Stein 13“ |             | ND-LG 111  |
| BW                            | Ulme                                                | Bleckede (53° 15′ 42,1″ N, 10° 44′ 36,7″ O)                                      | Zwischen der Fahrbahn der Waldtwiete und einer Grundstücksbegrenzung in Alt Garge. In 50 cm Höhe beginnt der Stamm sich in zwei Hauptäste aufzuzweigen. |             | ND-LG 112  |
| mehr Fotos \| Fotos hochladen | Eiche                                               | Gellersen Kirchgellersen Lüneburger Straße 7 (53° 13′ 49,9″ N, 10° 17′ 39,2″ O)  | direkt an der Landesstraße L 216. |             | ND-LG 114  |
| BW                            | Ilex                                                | Bleckede Nindorf (53° 15′ 50,2″ N, 10° 48′ 15,4″ O)                              | Nindorf, östlich des Dorfplatzes, Richtung Schröderhof. Der Stamm der Ulme ist total ausgehöhlt und zerklüftet. Innendurchmesser knapp 2 m. |             | ND-LG 116  |
| BW                            | Ilex                                                | Bleckede Alt Garge (53° 15′ 47,9″ N, 10° 48′ 30,3″ O)                            | Der gleichmäßig gewachsene Baum steht 10 m links vom Haupteingang zum Kulturzentrum und Hostel. |             | ND-LG 118  |
| Fotos hochladen               | Platane                                             | Lüneburg Neue Sülze 2 (53° 14′ 58,9″ N, 10° 24′ 16,8″ O)                         | Wird durch das Wohnhaus verdeckt, ist von der Straße „Auf dem Meere“ sichtbar. |             | ND-LG 119  |
| BW                            | Mardereiche                                         | Lüneburg (53° 12′ 56,1″ N, 10° 25′ 44,6″ O)                                      | Die „Mardereiche“ steht 50 m von der Bahnlinie entfernt direkt am Bachverlauf der Ordau. Vermutlich von Blitz getroffen ist der Stamm aufgespalten und verkohlt. Von der Eiche ist nur noch der borkenlose Stamm mit drei Hauptästen vorhanden, sie muss schon viele Jahre tot sein. |             | ND-LG 121  |
| Fotos hochladen               | Eiche                                               | Lüneburg (53° 12′ 32,6″ N, 10° 25′ 52,2″ O)                                      | Der knorrige, mächtige Baum steht unmittelbar östlich der Bahnstrecke auf Höhe des Forsthauses Tiergarten. |             | ND-LG 122  |
| mehr Fotos \| Fotos hochladen | Eiche                                               | Lüneburg (53° 14′ 2,5″ N, 10° 20′ 41,2″ O)                                       | Im Lüneburger Stadtforst Böhmsholz, etwa 170 m südlich der Zufahrtsstraße zum Waldgasthof Böhmsholz. Von der einst mächtigen Eiche ist nur noch der Torso erhalten. 1989 war der Baum schon „in einem besorgniserregend schlechten Zustand: starke Hauptäste sind morsch oder abgebrochen, Asthöhlen faulen, auf 15 m Höhe und 1 m Breite hat der Stamm keine Borke mehr, dieser Bereich hat Befall von Pilzen und Insekten, der gesamte Kronenbereich weist Spitzendürre auf. Vermutlich ist der mächtige Stamm hohl und könnte aufbrechen.“ Damalige Baummaße: Höhe: 21 m; Stammdurchmesser: 1,65 m; Stammumfang: 4,90 m; Kronendurchmesser: 17 m; Alter: 350 – 400 Jahre; Naturdenkmal seit 1938. |             | ND-LG 123  |
| mehr Fotos \| Fotos hochladen | Eisernes Tor                                        | Lüneburg (53° 15′ 8,6″ N, 10° 24′ 6,4″ O)                                        | Frommestraße 2. Beim Eisernen Tor, auch „Tor zur Unterwelt“ genannt, handelt sich um ein Bau- (ID: 37965844) und Bodendenkmal. Als „geologisches Denkmal“ dokumentiert es die geologische Situation in Lüneburg und ist so stadtgeschichtlich bedeutsam. Der unter Teilen der Lüneburger Innenstadt liegende große Salzstock stellt die geologische Besonderheit dar, die für den Zustand des Tores verantwortlich ist: Das Auslaugen der salzhaltigen Erdschichten durch Grundwasserströme löst in bestimmen Bereichen das anstehende Gestein, was – je nach eigener Festigkeit – zu einem Absacken des darüber liegenden Gesteins führt. Infolgedessen hat sich das 1898 errichtete Eiserne Tor seit dem „um fast zwei Meter in die Tiefe bewegt, die Torflügel haben sich dabei übereinander geschoben“. Die Torflügel sind seit Mai 2016 verschwunden, vermutlich wurden sie gestohlen. Durch den mittlerweile erreichten Neigungsgrad eines der beiden Pfeiler, ist es nötig geworden, ihn abzustützen. |             | ND-LG 124  |
| BW                            | Stechpalme (Ilex aquifolium)                        | Amelinghausen Soderstorf (53° 10′ 42,6″ N, 10° 10′ 14,3″ O)                      | 900 m nordöstlich von Raven auf einer Weidefläche an einem kleinen Teich. Direkt an dem Ilex stehen eine größere Hundsrose und ein Holunderbusch. Charakteristische Zuckerhutform. |             | ND-LG 125  |
| Fotos hochladen               | Jahrhundertstein (Wanderblock)                      | Amelinghausen Soderstorf (53° 10′ 44,9″ N, 10° 10′ 1,9″ O)                       | geschützt sind 20 m Radius um den Wanderblock und der Stein selbst. Durchmesser max. 1,85 m. Der Stein weist Frostsprenglöcher auf. |             | ND-LG 126  |
| Fotos hochladen               | Quelle des Schwindebaches                           | Amelinghausen Soderstorf (53° 7′ 55,3″ N, 10° 6′ 40,8″ O)                        | Quelltopf mit zweitgrößter Quellschüttung Niedersachsens, Tiefenwasser mit kobaltblauen Mangan- und ockerfarbenen Eisenoxidausfällungen |             | ND-LG 127  |
| BW                            | Wanderblock Heinbusch                               | Amelinghausen Soderstorf (53° 10′ 17,6″ N, 10° 9′ 16,2″ O)                       | 150 m² großer Buchenhain mit 5 größeren, etwa 80-jährigen alten Bäumen. In der Mitte liegt der Findling. |             | ND-LG 128  |
| Fotos hochladen               | Stieleiche                                          | Amelinghausen Soderstorf Ravener Dorfstraße 26 (53° 10′ 32,4″ N, 10° 9′ 32,4″ O) | Der Baum soll zum Ende des 30-Jährigen Krieges gepflanzt worden sein. Zwei größere Hauptäste sind in den 1950er Jahren abgebrochen. |             | ND-LG 129  |
| Fotos hochladen               | Fächerblattbaum (Ginkgo)                            | Lüneburg Altenbrücker Damm 4 (53° 15′ 0,5″ N, 10° 25′ 0,5″ O)                    | Sichtbar aus Richtung Lünertorstraße. Höhe 20 m, Durchmesser 1 m, Kronenbreite 13 m. |             | ND-LG 131  |
| BW                            | Spitzahorn                                          | Lüneburg Altenbrücker Damm 4 (53° 15′ 0,3″ N, 10° 24′ 59,8″ O)                   | Sichtbar aus Richtung Lünertorstraße. Höhe 26 m, Durchmesser 1,15 m, Kronenbreite 22 m. |             | ND-LG 131  |
| Fotos hochladen               | Kalkverkittete Sande                                | Ostheide Reinstorf, Ortsteil Holzen (53° 14′ 43,4″ N, 10° 35′ 12,3″ O)           | ca. 0,28 ha. Etwa 120 m lange und 6 m hohe Feinkiesabbruchkante, in deren Mitte große kalkverkittete Sandfelsen bis 4 m hoch herausragen. |             | ND-LG 133  |